# Arquata Scrivia
Arquata Scrivia (piemontiul: Arquà) település Olaszországban, Piemont régióban, Alessandria megyében. Lakosainak száma 6256 fő (2023. január 1.). Arquata Scrivia Grondona, Serravalle Scrivia, Vignole Borbera, Gavi, Isola del Cantone és Voltaggio községekkel határos.

## Népesség
A település népessége az elmúlt években az alábbi módon változott:
| Lakosok száma | 6404 | 6397 | 6256 |
|               | 2017 | 2018 | 2023 |

## Híres személyek
- itt született Mino De Rossi (1931–2022) olimpiai és világbajnok kerékpárversenyző